# كارل هال (لاعب دوري الرغبي)
كارل هال (بالإنجليزية: Carl Hall)‏ هو لاعب دوري الرغبي نيوزيلندي، ولد في 10 أغسطس 1969 في Mount Albert, New Zealand ‏ في نيوزيلندا.